# 大島大橋 (山口県)

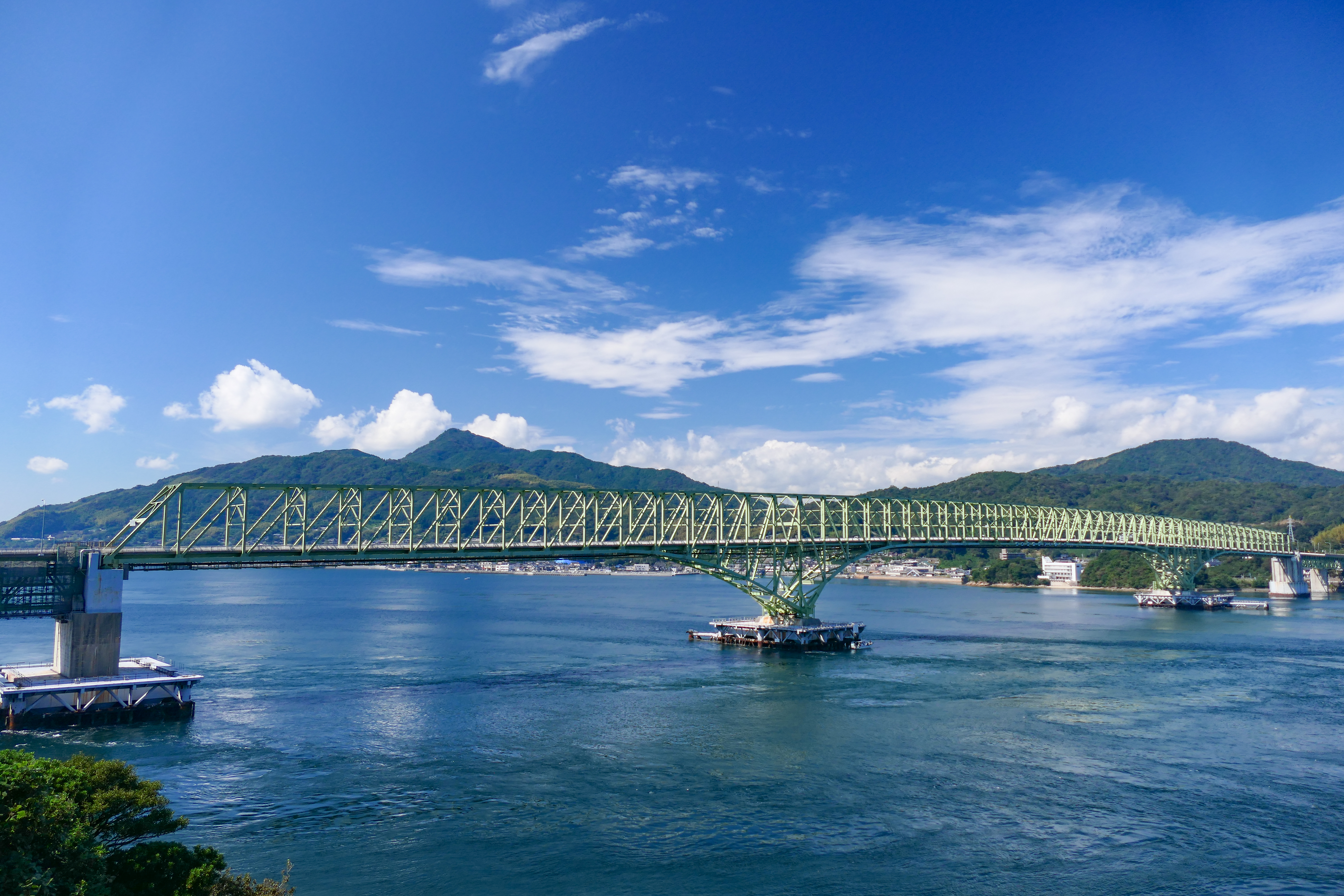
大畠瀬戸の大島大橋

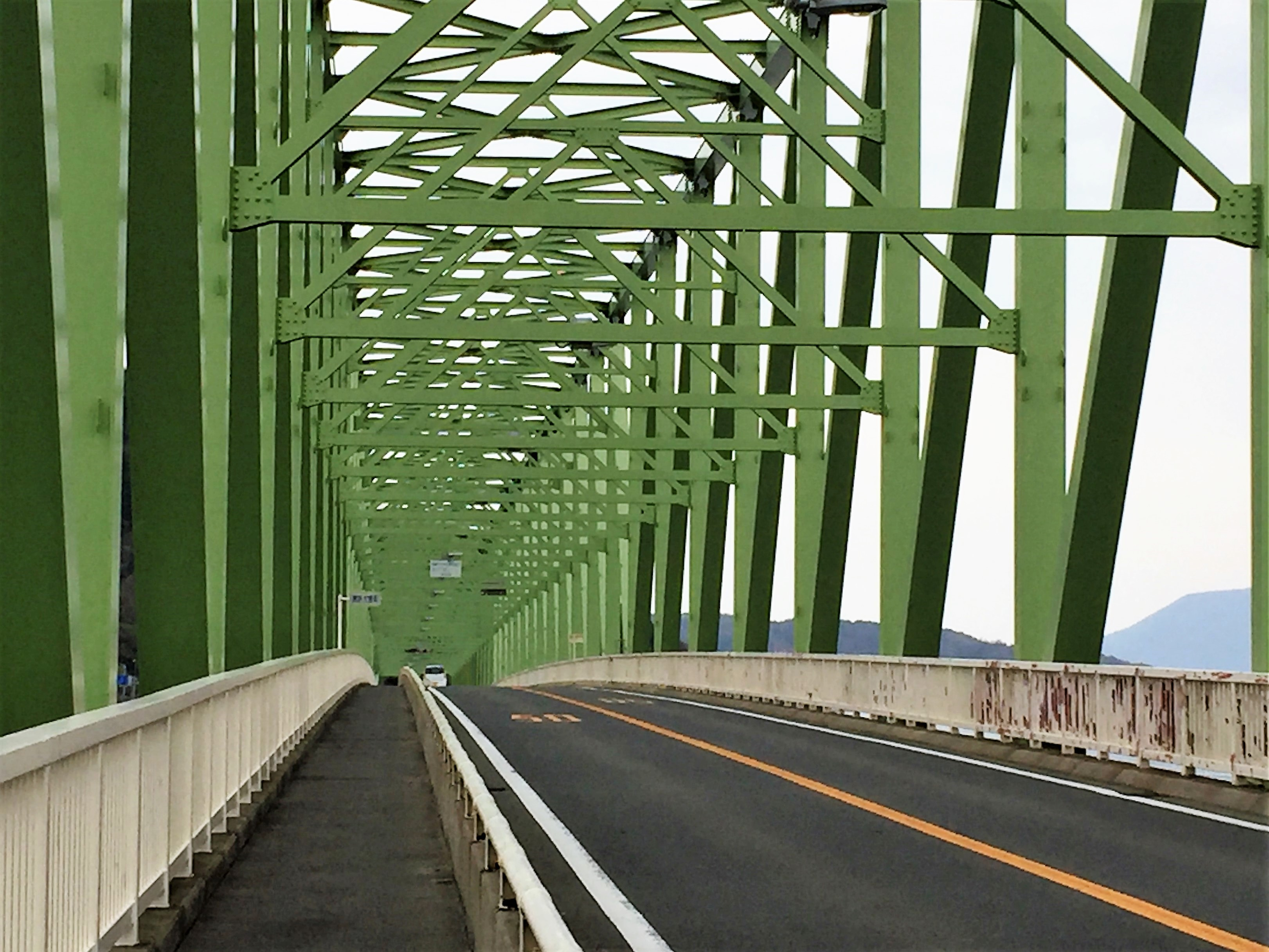
歩道からみた連続トラス

大島大橋（おおしまおおはし）は、山口県柳井市大畠（本州）と大島郡周防大島町小松瀬戸（屋代島）と間の大畠瀬戸最狭部に架かる国道437号の橋。

## 歴史
1976年（昭和51年）7月4日に、日本道路公団により一般有料道路「大島大橋有料道路」として開通した。1976年土木学会田中賞作品部門受賞。
大島大橋の開通により、日本国有鉄道が大畠駅 - 小松港間に運航していた大島連絡船（大島航路）が廃止された。
1987年（昭和62年）6月1日に山口県道路公社へ事業譲渡。
1996年（平成8年）6月1日に償還期間満了により無料開放となった。

## 特徴
大畠瀬戸は最大流速10ノットの急流であるため、世界初となる多柱式基礎の上に連続トラスを設置する構造が採用された。橋の東側に歩道が設置されている。
歩道から渦潮を眺めることもでき、本土側で山陽本線（大畠 - 神代間）および国道188号をまたぐため、大畠瀬戸に沿って走る列車の撮影ポイントとして知られる。
映画などのロケ地としても知られており、J-POPバンド・175Rの「空に唄えば」のプロモーションビデオに登場したほか、映画「ときめきメモリアル」（1997年・東映）ではラストシーンを含むさまざまなシーンでロケ地として使われた。
橋桁下部には柳井広域水道企業団の管理する送水管が敷設され、本土から屋代島に送られる上水道の幹線となっている。またエネルギア・コミュニケーションズおよびやまぐち情報スーパーネットワークの管理する光ケーブルが敷設されている。

## 事故
2018年1月11日に送水管の継ぎ手部が金属疲労により破断し、周防大島内のほぼ全域が断水となる事態が生じた。
同年10月22日にドイツの海運会社、オルデンドルフ・キャリアーズが所有する貨物船 が通過時、橋桁に衝突し送水管・光ケーブルが破断して島内が断水し、インターネット回線が不通となる事故が起きている（事故の詳しい内容はオルデンドルフ・キャリアーズ#大島大橋での衝突事故を参照のこと）。

## 路線データ
- 全長：1,020 m
- 形式：3径間トラス橋
- 所属路線：国道437号
- 車線数：2車線
- 建設費：99億円

## 交通アクセス
- JR山陽本線大畠駅から徒歩10分。

## 関連文献
- 近弘澄夫、川中義郎「大島大橋の照明」『照明学会雑誌』第61巻第3号、照明学会、1977年、146-151頁、doi:10.2150/jieij1917.61.3_146。